# Кофель-нагель

Вверху — кофель-нагель. Внизу — кофель-нагели, установленные в кофель-планку

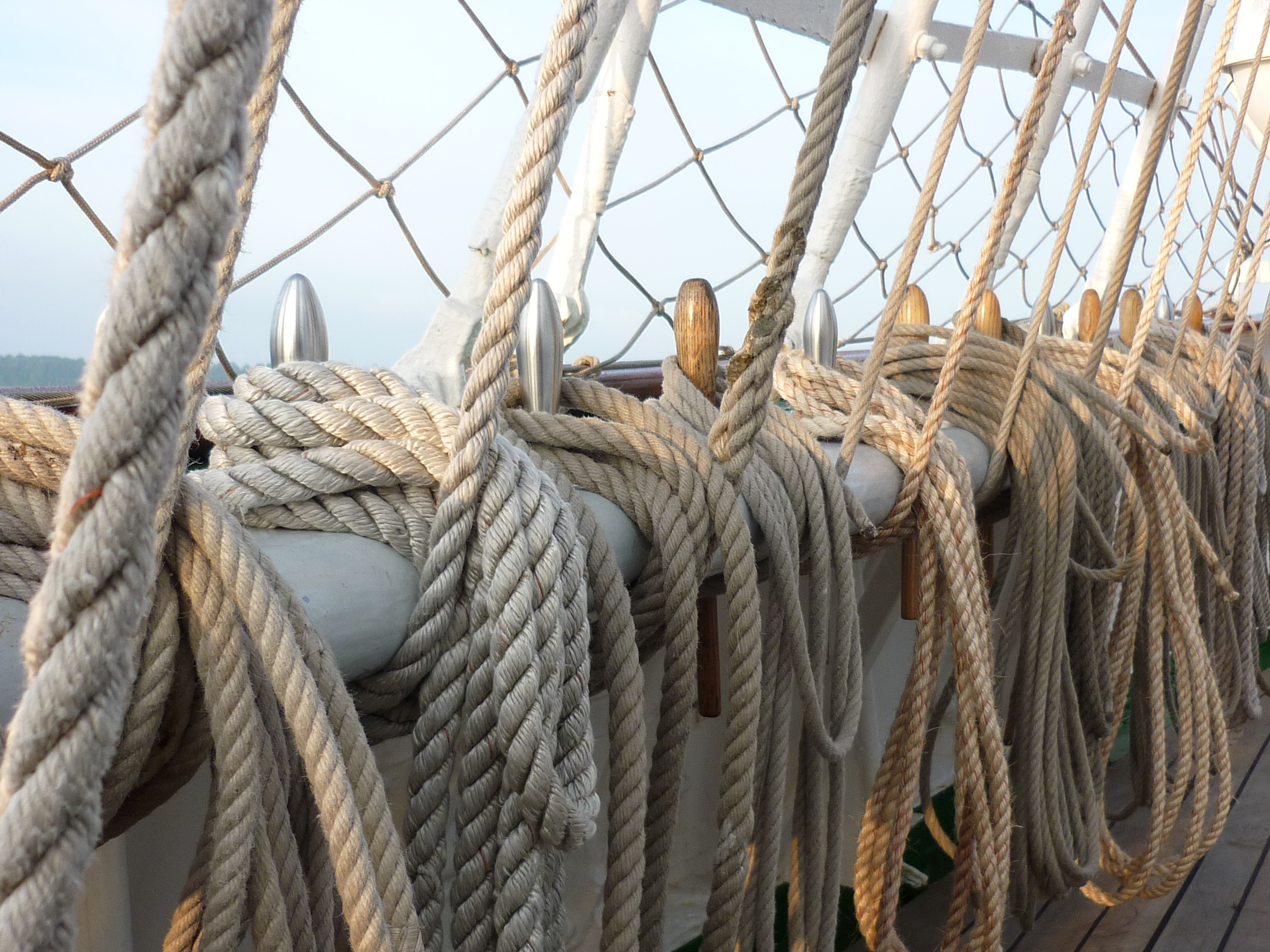
Кофель-нагели бригантины «Грайф». На металлических кофель-нагелях прикреплены гитовы, на деревянных — гордени. Из-за кажущейся разницы температуры нагелей (металл ощущается более холодным) даже в темноте есть возможность быстро находить нужные нагеля

Ко́фель-на́гель (нидерл. konfijnagel) — деревянный или металлический стержень с рукоятью и заплечиками на верхнем конце, вставляемый в гнездо кофель-планки для крепления и укладки на него снастей бегучего такелажа парусного судна.
Кофель-нагель используется вместо у́ток главным образом тогда, когда приходится крепить рядом много концов.